# روضةالحمام
روضة الحمام یک منطقهٔ مسکونی در قطر است که در الضعاین واقع شده‌است. روضة الحمام ۱۵٫۳ کیلومتر مربع مساحت دارد.